# Eixancarrament

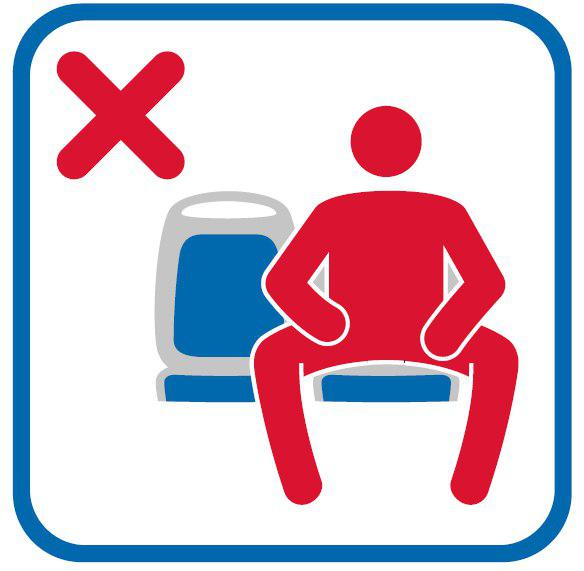
Senyalització prohibint l'eixancarrament al transport públic en el Metro de Madrid (2017).

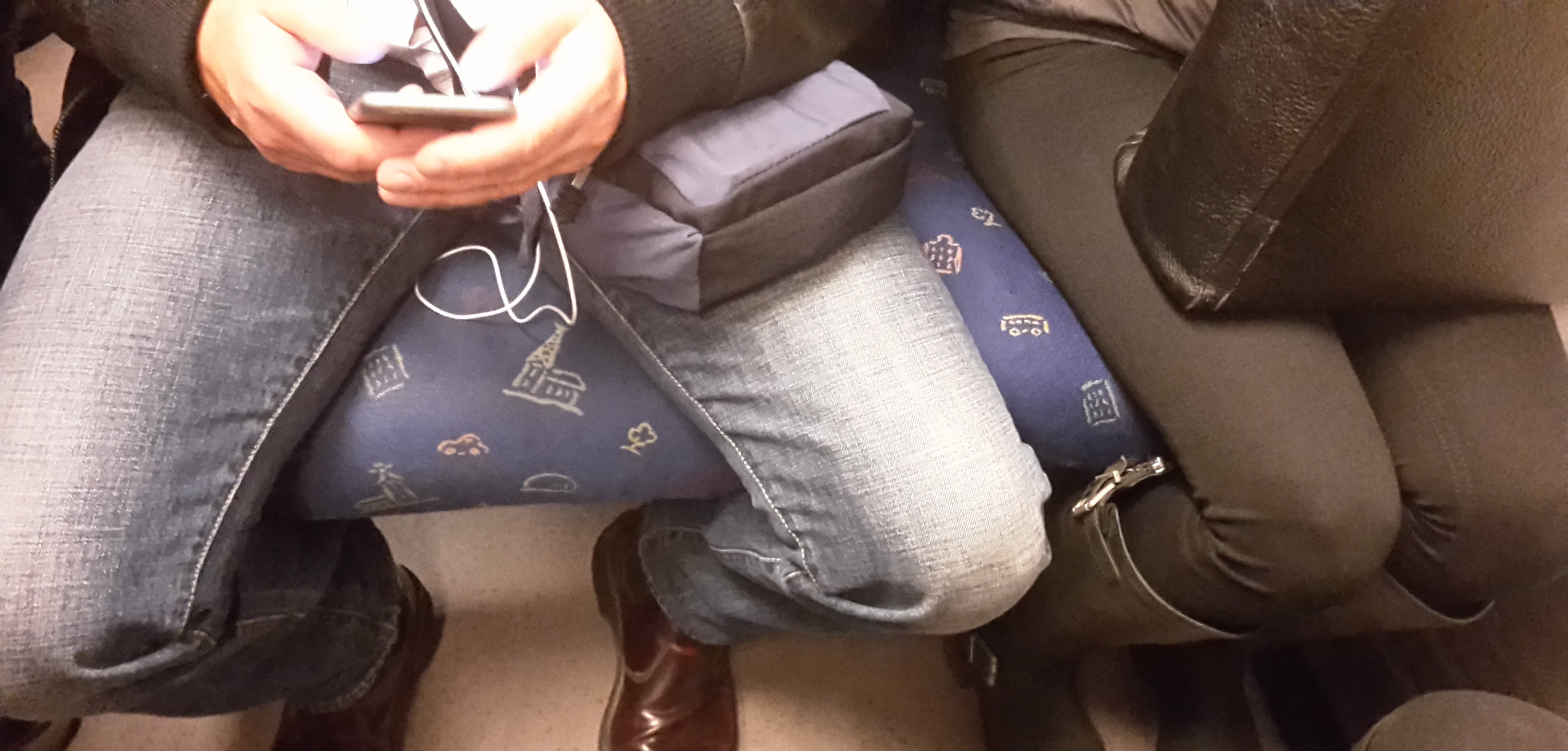
Exemple de manspreading al metro d'Estocolm.

L'eixancarrament masculí, espatarrament masculí o manspreading és l'acció de seure amb les cames obertes, en un banc o seient per a més d'una persona, de manera que ocupi un espai superior al necessari. Sol ser un acte executat per homes. Culturalment, mostra la tendència a engrandir l'espai masculí i minvar el femení (cames juntes o creuades, braços creuats devant o amb les mans juntes, roba ajustada, cossos prims, les dones romanen quietes, sense desplaçar-se, etc.) per demostrar el domini de la masculinitat sobre allò femení. Sol considerar-se una mostra de poder i de masculinitat per a cert tipus d'homes, quan no hi ha ningú més assegut i, quan el seient del costat és ocupat per una dona, la conducta pot a més considerar-se assetjament sexual.
Lingüísticament, el terme en anglès està format a partir de man (home) i spreading (escampar). El diccionari Oxford de llengua anglesa el va recollir per a l'anglès el 2015. L'Observatori de Neologia de la Universitat Pompeu Fabra recull el mot en anglès manspreading, com a substantiu masculí, en els neologismes documentats en textos generals dels anys 2010 al 2016.
Transports Metropolitans de Barcelona ha promogut una campanya de conscienciació ciutadana contra el manspreading al transport públic.